# Відьмак (телесеріал, 2002)
«Відьмак» (пол. Wiedźmin)  — польський телевізійний серіал, що був створений на основі фентезійних творів Анджея Сапковського  — «Останнє бажання» і «Меч призначення»,  — що входять до циклу «Відьмак». Транслювався у Польщі телеканалом TVP з 22 вересня 2002 року.

## Опис серіалу
Ґеральт є відьмаком, або спеціально змутованою людиною, що живе, щоб захистити людей від монстрів. Ріс він у Каер Морені, де тренував свої вміння. Він не є звичайним відьмаком, оскільки може кохати, прикладом чого є його роман із Йеннефер. Під час своїх мандрів світом зустрічає найкращого друга, мандрівного барда і поета, Жовтця. Мандруючи, щораз більше переконується у тому, що люди погані. Переломом у його житті стає момент, коли він гостює при дворі королеви Цінтри, Каланте. Там використовує своє законне право несподіванки, як нагороду за допомогу королівській родині. За декілька років знаходить свою дитину-несподіванку, Цірі. Це вона і любов до неї змушує Ґеральта зробити висновок, що він є людиною, а не відьмаком.

## Список серій
1. Дитинство (пол. Dzieciństwo)
2. Наука (пол. Nauka)
3. Людина  — перша зустріч (пол. Człowiek - pierwsze spotkanie)
4. Дракон (пол. Smok, на основі оповідання Границя можливого (пол. Granica możliwości))
5. Крихта льоду (пол. Okruch lodu, на основі однойменного оповідання)
6. Каланте (пол. Calanthe, на основі оповідання Питання ціни (пол. Kwestia ceny))
7. Долина Квітів (пол. Dolina Kwiatów, на основі оповідання Край світу (пол. Kraniec świata) і Вічний вогонь (пол. Wieczny ogień))
8. Роздоріжжя (пол. Rozdroże, на основі оповідання Відьмак (пол. Wiedźmin), Голос розуму (пол. Głos rozsądku) і Щось більше (пол. Coś więcej))
9. Храм Малітеле (пол. Świątynia Melitele, на основі оповідання Щось більше (пол. Coś więcej))
10. Менше зло (пол. Mniejsze zło, на основі однойменного оповідання)
11. Любисток (пол. Jaskier)
12. Фальвік (пол. Falwick)
13. Цірі (пол. Ciri, на основі оповідання Щось більше (пол. Coś więcej))

## Показ в Україні
Серіал «Відьмак» в Україні вперше транслювався телеканалом ICTV з 19 липня 2004 року, щодня, крім вихідних, о 17:45 та з повтором о 13:10

## Акторський склад
- Міхал Жебровський — відьмак Ґеральт з Рівії
- Збігнєв Замаховський — бард Любисток
- Агата Бузек — княжна Паветта
- Агнешка Дигант — ельфійка Торувіель
- Агнешка Сітек — відьмачка Адель
- Анджей Брзескі — чоловік у корчмі
- Анджей Слабяк —  вельможа Остріт
- Анджей Хира — дракон Віллентретенмерт (Борх Три Галки)
- Анна Димна — настоятелька Неннеке
- Богуслав Сар — охоронець з Візими
- Броніслав Вроцлавський — чародій Істредд
- Вальдемар Котас — корчмар з Ерленвальду
- Вальдемар Чишак — Кропивник
- Войцех Білліп — санітар
- Войцех Дуряш — старий відьмак
- Ґражина Вольщак — чародійка Йеннефер
- Даніель Ольбрихський — король ельфів Філавандрель
- Даріуш Біскупський — найманець Цикада
- Даріуш Сястач — бард Дрогодар на бенкеті в Цінтрі
- Даріуш Якубовський —  Єжак з Ерленвальду
- Дорота Камінська — королева дріад Ейтне
- Ева Вишневська — королева Каланте
- Ева Телега — коханка Любистка Веспуля
- Едвард Кушталь — староста Дун
- Єжи Жидкевич — священик у Каер-Морен
- Єжи Новак — Весемір
- Єжи Слонка — корчмар з Новіграду
- Єжи Шейбаль — сенешаль Віссегерд
- Здзіслав Шимборський — медик в Цінтрі
- Каміла Салверович — жриця
- Кароліна Грушка — дріада Моренн
- Кароль Стемпковський — камергер у замку в Цінтрі
- Кінга Ільгнер — княжна Ренфрі
- Мацей Козловський - відьмак Фальвік
- Лех Диблік — сільван Торкве
- Магдалена Варцеха — мати Ґеральта Вісенна
- Магдалена Гурська — княжна Адда
- Малгожата Ліпман — Ліле, Панна Полів
- Марек Баргеловський — вельможа Велерад
- Марек Вальчевський — мандрівний лицар Ейк із Денесле
- Марек Роман Влодарчик — ельф Галарр
- Маріан Глінка — мисливець Богольт
- Марія Пешек — послушниця Іола Перша
- Марта Бітнер — княжна Цірілла
- Мірослав Зброєвич — відьмак Сорель
- Міхал Брейтенвальд — міський вартовий у Нільфгарді
- Міхал Мілович — ярл Крах ан Крайт
- Олександр Беднаж — друїд Мишовур
- Ольгерд Лукашевич — чародій Стрегобор
- Павел Малашинський — хлопець у корчмі
- Рафал Валентович — відьмак
- Рафал Круліковський — король Нєдамір
- Рафал Мор — лицар Тай
- Томаш Залівський — голова Блавікену
- Януш Хабьор — головоріз Фальвіка
- Ярослав Боберек — краснолюд Ярпен Зігрін
- Яцек Кадлубовський — відьмак Осберт